# 鈴木尚広
鈴木 尚広（すずき たかひろ、1978年4月27日 - ）は、福島県相馬市出身の元プロ野球選手（外野手、内野手）・コーチ、野球解説者・YouTuber。愛称は「タカ」。
NPBにおける代走での通算盗塁数の日本記録保持者であり、現役時代は「代走のスペシャリスト」などと評された。

## 経歴

### プロ入り前
5歳頃から野球を始める。野球のセンスは人並だったが小学生の時から足は速かったという。中学では陸上部を兼部し、主に中距離を走る。この頃毎日30km近く走ったことで足腰が鍛えられた。相馬高校では野球部に入り遊撃手や控え投手を務めるが、甲子園出場はなく目立った活躍もなかった。1996年のドラフトで読売ジャイアンツから4位指名を受けて入団。

### プロ入り後
当初右打ちだったが入団後は走力を生かすために左打ちも始める。その走力は高く評価されていたが故障しやすい体質のため離脱を繰り返し、オフシーズンには年俸の半額近い費用で個人トレーナーと契約して食生活も変えた。スイッチヒッターとしての練習は負担が大きく左打ちに絞るなど試行錯誤を繰り返す一方、高田繁二軍監督・緒方耕一守備走塁コーチなどの下で走塁技術の修練にも励んだ。1999年 - 2000年の秋季キャンプでは原辰徳ヘッドコーチにベースランニング13秒3の快足を認められ、「一番の成長株」との評価を得た。

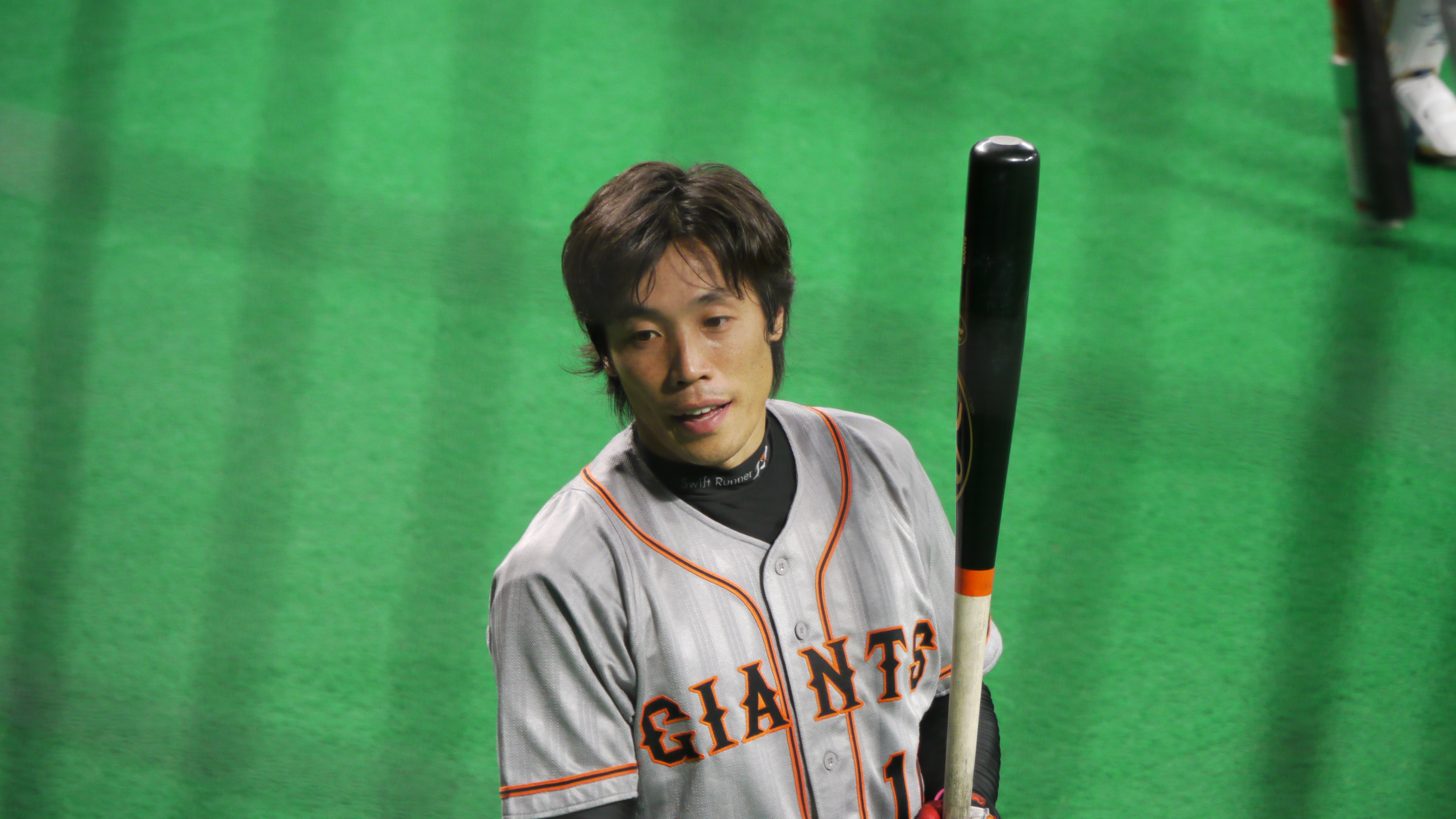
2010年8月18日（ナゴヤドーム）

2001年、外野手に転向。イースタン・リーグでリーグ2位の27盗塁を記録し、ランニング本塁打も記録した。この年、プロで初めて怪我無く過ごした。
2002年、新監督に就任した原は鈴木を代走屋として一軍に上げる。4月2日の対中日ドラゴンズ戦で一軍初出場し、初盗塁を記録した。西武ライオンズとの日本シリーズでは代走として3試合に出場。特に第4戦では斉藤宜之が松坂大輔から打った三遊間へのヒットで二塁からホームへのクロスプレーがセーフとなる好走塁を見せ、結果的にこれが決勝点になり、巨人4連勝日本一に貢献。
2003年、再び内野手（二塁手）に挑戦し、レギュラーの仁志敏久が故障しプレーに不安を見せると、二塁と外野を兼任し104試合に出場した。18盗塁はチームトップで、初本塁打を含む3本塁打を放つなど長打力の向上も見られた。2003年から2009年まで7シーズン連続でチームトップの盗塁数を記録した。
2004年、堀内恒夫が監督に就任し、守備重視の戦略を採ったため再び外野に専念した。打席は前年の低打率もあり左一本に絞った。レギュラー選手の力を高めて戦う方針に変わったことで「一芸選手」の鈴木の出場機会は減った。選手層の豊富な外野ではレギュラーを奪えずに代走での出場が主になった。この年は9盗塁を記録したがこれはチームトップの記録で機動力をほとんど駆使せず本塁打に比重を置いたチームの戦いが浮き彫りとなった。
2005年も前年同様に代走起用がほとんどだったが、シーズン後半にタフィ・ローズが戦線離脱するとスタメンを獲得。9月に故障で離脱したものの、27試合出場でチームトップの11盗塁。このペースは146試合換算で約59盗塁という数字となり、単純な計算では盗塁王の赤星憲広の60とほぼ同じ数字となる。打撃面も99打数ながら打率3割を記録した。
2006年、原が監督に復帰し走力を重視する方針を採ったため外野のレギュラー争いで優位な立場となった。シーズン当初は代走での登場が多かったが、外野のレギュラーだった高橋由伸の離脱後はスタメンで出場。シーズン後半からは原監督の起用方針もあり、2番打者として新人の脇谷亮太と共に走力重視の1・2番を形成する。チームトップで自己最高（当時）の25盗塁を記録し、盗塁成功率も.862と走塁面では好成績を残した。オフに行われた日米野球の試合で2安打1盗塁を記録、単打と思われた当たりを快足を飛ばし二塁打にするなど活躍。米国人記者から「同じ鈴木だし、イチローの親戚か?」とのジョークも飛んだ。一方で課題である打撃面の改善が見られず、特に左投手との対戦成績が悪かった。その打開策として本来の利き手側である右打席で打撃を行うように原監督より通達され、異例のシーズン中のスイッチヒッター転向を試みることとなった。8月15日の試合でプロ入り後初めての右打席で押し出しの四球を選び大量得点の一翼を担った。最終的に打撃面は.241と低調な成績に終わったが、シーズン終盤には右打席にも慣れ、左打席.245、右打席.236と左右でほぼ変わらない成績を残した。12月11日に行われた契約更改にて、チーム全体で厳冬更改となる中、400万円増の2800万円で更改。同時に背番号が「12」に変更されることが決まった。『柴田勲が7番を付ける前に付けていた、盗塁王を3度記録した番号』という意味づけである。2005年も契約更改の場で「背番号2（この年引退した元木大介、かつての巨人の1番打者・松本匡史が着けていた背番号）を背負いたい」と直訴したが、時期尚早と判断され、背番号2は移籍してきた小坂誠に与えられた。
2007年、原監督がチーム内競争の活性化を示唆。若手の矢野謙次や新加入で、実績もある谷佳知などと改めてレギュラーを争うこととなった。その中で原監督が「うまい選手はいらない、強い選手が欲しい」と発言し、怪我の多い鈴木は不利に立たされるかと思われた。一方で走塁面の切り札として招聘した伊原春樹一軍野手総合コーチ（開幕前に一軍ヘッドコーチに肩書が変更）は鈴木を絶賛し、走塁面での核にしたいと発言。オープン戦では前シーズンの2番打者の経験を生かし、与えられた少ない打席でチーム最多四球を選び、高い出塁率を残した。3月30日、横浜ベイスターズとの開幕戦に「8番・中堅手」でスタメン出場。プロ入り11年目にして初の開幕スタメンの座を勝ち取り、両打席でヒットを放ち、3連戦勝ち越しに貢献した。デーモン・ホリンズの台頭や、清水隆行の復調などがあり、後半戦は代走の切り札としてベンチ要員にあることが多かったが、スイッチ本格転向の1年目ながら右打席の打率は.333。両打席で変わらない出塁率を記録した。2007年のイニング先頭打者としての出塁率は5割近くを記録し、全安打33本中8本の内野安打を記録、チャンスメーカーとしての働きを見せた。走塁面でもチームトップの18盗塁を記録した。
2008年、シーズン前半は代走や守備固めとしての出場が主だったが、7月から1番に定着し、8月からのチームの快進撃に貢献。故障の多い鈴木に対し、練習を減らして体のケアを十分にするようにとの伊原一軍ヘッドコーチの指示が躍進につながったといわれている。9月19日の阪神戦では江草仁貴から右打席での初本塁打も記録した。盗塁も2006年の25盗塁を上回り、巨人では1990年の緒方耕一以来となる30盗塁を記録した（盗塁成功率は.857）。同年、初のタイトルとなるゴールデングラブ賞を受賞。埼玉西武ライオンズとの日本シリーズでは2度盗塁を試みたが、いずれも失敗。レギュラーシーズンで見せた足を十分に生かすことができなかったものの、打撃では第3戦に放った本塁打を含むチーム最多の4打点を記録し、自身初の日本シリーズ優秀選手賞を受賞した。
2009年、2番・センターで2度目の開幕スタメンを迎えるが、開幕当初はあまり振るわず、鈴木と同じようなタイプの松本哲也の台頭に伴ってスタメンで出ることがなくなり、守備代走要員としての起用が増加した。それでもチームトップの25盗塁で、後半戦は打撃も復調し、日本一に貢献。
2010年、長野久義の入団や高橋由伸の復調もあって外野の選手層が厚くなり、出番は減少。松本が離脱した交流戦では数試合にスタメン出場したが振るわなかった。最終的に61試合に出場したものの、打席に立つ機会は激減。走塁でも10盗塁で成功率.667と鈴木にとっては低い数字に終わった。シーズン中に国内FA権を取得していたが行使せず残留、200万円減の年俸4000万円で契約更改した。
2011年、打撃面では成績は残せず、もっぱら代走・守備固めでの起用となるが、チーム内では盗塁王を獲得した藤村大介の28盗塁に次ぐ18盗塁（リーグでは4位）を記録し、前年の走塁面の不調を感じさせない活躍を見せた。シーズン後半に入団当初以来となる右打ちに再転向した。
2012年、代走守備要員としての起用となり、スタメン出場は無しに終わった。シーズン初出場となった4月1日に村田修一の代走として出場し盗塁を決めたが、その後は相手バッテリーの厳しい警戒により盗塁企図数が極端に少なくなる。しかし7月以降は盗塁を量産し、最終的に16盗塁で成功率.889を記録した。また打撃でもシーズン初安打となった8月3日から9月7日にかけて5打席連続安打を記録し、2年ぶりの打点も記録。同年の日本シリーズでも打点を挙げた。12月4日に契約更改が行われ、現状維持の4000万円で新たに2年契約を結んだ。
2013年、前年同様、代走・守備固めのスペシャリストとしての起用となりスタメン出場は無しに終わったものの、チーム3位の13盗塁を記録。
2014年、3年ぶりにスイッチヒッターに再転向。4月29日、対東京ヤクルトスワローズ戦（東京ドーム）の9回に代走で出場し二盗に成功、NPB通算200盗塁を達成。一度も規定打席に達したことがない選手としては史上初の記録となった。5月24日、3年ぶりとなるスタメン出場を果たす。5月26日、対日本ハム戦（東京ドーム）の7回無死一塁の場面で代走で出場し、藤瀬史朗（元近鉄バファローズ）の記録を更新するNPB新記録の代走で通算106盗塁を達成した。この年は盗塁数こそ11と若干減らしたものの、代走起用後の本塁生還率が5割を越え、前年の倍以上となる28得点を記録。好走塁で3回もヒーローインタビューを受け、シーズンMVPの投票でも1位票3票を含む40ポイントの得票を得るなど、大きな注目を受けるシーズンになった。
2015年、5月3日に2009年以来6年ぶりとなる本塁打を打った。この年、原監督の推薦で初のオールスター出場をし、2試合とも盗塁を決めた。19年目でのオールスター初出場は1986年の川藤幸三と並ぶ最遅記録。シーズンでは盗塁成功率.909、11年連続2桁盗塁を記録した。
2016年は、高橋監督が前任の原監督に比べてチームの体質もあるが、足をあまり使わないスタイルになったことも影響して出番が激減したが、12年連続2桁盗塁と自身初の盗塁成功率100%を記録した。9月27日の中日戦で通算228個目の盗塁に成功し（盗塁刺は47）、広瀬叔功を抜き200盗塁以上での通算盗塁成功率歴代1位（当時）に浮上した。CSファーストステージ対DeNA第3戦で代走出場し、牽制タッチアウトが最後のプレーだった。球団では翌年も戦力として計算していたが、前年より出場が減少していたこともあり、シーズン終了後にスポーツ報知のインタビュー及び自身の公式Instagramにて現役を引退することを表明、10月13日に正式に引退記者会見を行った。同日にNPBコミッショナーから任意引退選手公示が行われた。

### 現役引退後
2017年からテレビ朝日・日テレジータス・TBSラジオ（2017年のみ）・BS-TBS・TBSチャンネル・DAZN・AbemaTVの野球解説者となる。
2018年10月22日、2019年から巨人の一軍外野守備走塁コーチに就任することが発表された。攻撃時は一塁ベースコーチを担当。
2019年10月16日、同日付で一身上の都合により退団することが発表された。鈴木の退団に伴い、村田修一ファーム打撃兼内野守備コーチが一軍打撃コーチとして登録された（実質的な代行は後藤孝志一軍打撃兼外野守備コーチ）。
巨人退団後は野球評論家として活動する傍ら、農業にも従事。2020年9月12日正午、YouTubeチャンネル「Swiftrunner」を開設。このYouTubeチャンネルをはじめとして、農業や食育の知識、トレーニング、野球技術のオンライン指導できる場の構築を模索している。
2022年10月13日、2023年シーズンから読売ジャイアンツの一軍外野守備兼走塁コーチに就任することが発表された。
2023年10月16日、2024年シーズンから二軍外野守備兼走塁コーチに就任することが発表された。2024年9月25日、腰痛のため一軍戦のベンチ外になった内野守備コーチの川相昌弘の代理として一軍に合流し、登録上、役職名が「一軍外野守備兼走塁コーチ」に変更となった。

## 選手としての特徴
外野手として俊足を活かした守備で2008年にゴールデングラブ賞を受賞した。
走塁への評価は高く、二塁ベースに滑り込むスライディングの際に、「滑る」のではなく至近距離から「跳ぶ」ように行う独特の技術を備えている。元阪神タイガースの赤星憲広（デビューから5年連続盗塁王）は、「彼（鈴木）になら、（盗塁王争いで）負けるかもしれないと思った」と語り、トップスピードに至るまでの早さを指摘している。一方で鈴木も赤星に対して盗塁技術について教えを請うている。
通算228盗塁のうち代走で132盗塁を記録。一度も規定打席に到達せずに200盗塁を達成した初の選手である。通算成功率は.8290である。通算200盗塁以上の選手では広瀬叔功の.8289を抑えて史上最も高い成功率であった（本人の現役引退時点）。
巨人での通算盗塁数は柴田勲の579盗塁、松本匡史の342盗塁に次いで球団史上歴代3位である。

## 人物
2007年に同姓の鈴木誠が入団したため、2年間スコアボードには「鈴木尚」と表示された。鈴木誠の退団により2009年は「鈴木」に戻ったが、2010年からは「縁起が良い」との理由で再び「鈴木尚」としてプレーした。球団スタッフや知人から「『スズキタカ』の方が呼びやすい」と言われたことも理由であった。
2010年1月16日に福島県の「観光交流大使」に就任した。同年にベストファーザー賞（プロ野球部門）を受賞している。
2008年限りで村田善則が現役を退いて2009年シーズンからは巨人生え抜き最古参選手となり、高橋由伸が現役を引退して一軍監督に就任した2016年シーズンでは生え抜き最年長であった。

## 詳細情報

### 年度別打撃成績
| 年 度      | 球 団      | 試 合 | 打 席 | 打 数 | 得 点 | 安 打 | 二 塁 打 | 三 塁 打 | 本 塁 打 | 塁 打 | 打 点 | 盗 塁 | 盗 塁 死 | 犠 打 | 犠 飛 | 四 球 | 敬 遠 | 死 球 | 三 振 | 併 殺 打 | 打 率 | 出 塁 率 | 長 打 率 | O P S |
| ---------- | ---------- | ----- | ----- | ----- | ----- | ----- | -------- | -------- | -------- | ----- | ----- | ----- | -------- | ----- | ----- | ----- | ----- | ----- | ----- | -------- | ----- | -------- | -------- | ----- |
| 2002       | 巨人       | 30    | 8     | 8     | 6     | 2     | 0        | 0        | 0        | 2     | 0     | 4     | 4        | 0     | 0     | 0     | 0     | 0     | 3     | 0        | .250  | .250     | .250     | .500  |
| 2003       | 巨人       | 104   | 215   | 200   | 39    | 45    | 4        | 3        | 3        | 64    | 11    | 18    | 1        | 11    | 0     | 4     | 0     | 0     | 33    | 5        | .225  | .240     | .320     | .560  |
| 2004       | 巨人       | 57    | 59    | 55    | 11    | 15    | 3        | 0        | 0        | 18    | 1     | 9     | 1        | 1     | 0     | 3     | 0     | 0     | 7     | 0        | .273  | .310     | .327     | .638  |
| 2005       | 巨人       | 27    | 107   | 99    | 19    | 30    | 7        | 0        | 1        | 40    | 5     | 11    | 3        | 5     | 0     | 3     | 0     | 0     | 15    | 1        | .303  | .324     | .404     | .728  |
| 2006       | 巨人       | 89    | 263   | 245   | 34    | 59    | 4        | 2        | 1        | 70    | 9     | 25    | 4        | 6     | 0     | 12    | 0     | 0     | 38    | 5        | .241  | .276     | .286     | .562  |
| 2007       | 巨人       | 96    | 124   | 111   | 36    | 33    | 3        | 2        | 0        | 40    | 10    | 18    | 4        | 3     | 1     | 8     | 1     | 1     | 25    | 2        | .297  | .347     | .360     | .707  |
| 2008       | 巨人       | 105   | 270   | 247   | 56    | 75    | 9        | 4        | 3        | 101   | 17    | 30    | 5        | 2     | 1     | 17    | 0     | 3     | 43    | 0        | .304  | .354     | .409     | .763  |
| 2009       | 巨人       | 122   | 220   | 202   | 40    | 53    | 5        | 1        | 1        | 63    | 8     | 25    | 7        | 2     | 0     | 13    | 0     | 3     | 44    | 1        | .262  | .317     | .312     | .628  |
| 2010       | 巨人       | 61    | 26    | 25    | 15    | 7     | 0        | 0        | 0        | 7     | 4     | 10    | 5        | 0     | 0     | 1     | 0     | 0     | 9     | 1        | .280  | .308     | .280     | .588  |
| 2011       | 巨人       | 90    | 68    | 58    | 24    | 11    | 2        | 0        | 0        | 13    | 0     | 18    | 5        | 5     | 0     | 4     | 0     | 1     | 13    | 3        | .190  | .254     | .224     | .478  |
| 2012       | 巨人       | 91    | 21    | 20    | 17    | 5     | 0        | 0        | 0        | 5     | 3     | 16    | 2        | 0     | 0     | 1     | 0     | 0     | 3     | 0        | .250  | .286     | .250     | .536  |
| 2013       | 巨人       | 80    | 25    | 22    | 13    | 5     | 1        | 0        | 0        | 6     | 1     | 13    | 3        | 3     | 0     | 0     | 0     | 0     | 0     | 0        | .227  | .227     | .273     | .500  |
| 2014       | 巨人       | 69    | 25    | 20    | 28    | 7     | 0        | 0        | 0        | 7     | 1     | 11    | 2        | 0     | 0     | 5     | 0     | 0     | 4     | 0        | .350  | .480     | .350     | .830  |
| 2015       | 巨人       | 65    | 22    | 17    | 22    | 5     | 1        | 0        | 1        | 9     | 4     | 10    | 1        | 2     | 0     | 2     | 0     | 1     | 4     | 0        | .294  | .400     | .529     | .929  |
| 2016       | 巨人       | 44    | 10    | 10    | 15    | 3     | 0        | 0        | 0        | 3     | 1     | 10    | 0        | 0     | 0     | 0     | 0     | 0     | 3     | 0        | .300  | .300     | .300     | .600  |
| 通算：15年 | 通算：15年 | 1130  | 1463  | 1339  | 375   | 355   | 39       | 12       | 10       | 448   | 75    | 228   | 47       | 40    | 2     | 73    | 1     | 9     | 244   | 18       | .265  | .307     | .335     | .642  |

### 年度別守備成績
| 年 度 | 球 団 | 二塁  | 二塁  | 二塁  | 二塁  | 二塁  | 二塁     | 外野  | 外野  | 外野  | 外野  | 外野  | 外野     |
| 年 度 | 球 団 | 試 合 | 刺 殺 | 補 殺 | 失 策 | 併 殺 | 守 備 率 | 試 合 | 刺 殺 | 補 殺 | 失 策 | 併 殺 | 守 備 率 |
| ----- | ----- | ----- | ----- | ----- | ----- | ----- | -------- | ----- | ----- | ----- | ----- | ----- | -------- |
| 2002  | 巨人  | 1     | 1     | 0     | 0     | 0     | 1.000    | 10    | 4     | 0     | 0     | 0     | 1.000    |
| 2003  | 巨人  | 43    | 73    | 62    | 2     | 10    | .985     | 66    | 45    | 2     | 0     | 0     | 1.000    |
| 2004  | 巨人  | -     | -     | -     | -     | -     | -        | 38    | 22    | 0     | 0     | 0     | 1.000    |
| 2005  | 巨人  | -     | -     | -     | -     | -     | -        | 26    | 44    | 1     | 1     | 0     | .978     |
| 2006  | 巨人  | -     | -     | -     | -     | -     | -        | 85    | 140   | 1     | 3     | 0     | .979     |
| 2007  | 巨人  | -     | -     | -     | -     | -     | -        | 82    | 81    | 0     | 0     | 0     | 1.000    |
| 2008  | 巨人  | -     | -     | -     | -     | -     | -        | 95    | 121   | 3     | 1     | 2     | .992     |
| 2009  | 巨人  | -     | -     | -     | -     | -     | -        | 110   | 111   | 3     | 0     | 0     | 1.000    |
| 2010  | 巨人  | -     | -     | -     | -     | -     | -        | 55    | 13    | 1     | 0     | 0     | 1.000    |
| 2011  | 巨人  | -     | -     | -     | -     | -     | -        | 73    | 42    | 2     | 0     | 1     | 1.000    |
| 2012  | 巨人  | -     | -     | -     | -     | -     | -        | 81    | 28    | 0     | 0     | 0     | 1.000    |
| 2013  | 巨人  | -     | -     | -     | -     | -     | -        | 71    | 21    | 1     | 0     | 0     | 1.000    |
| 2014  | 巨人  | -     | -     | -     | -     | -     | -        | 59    | 11    | 0     | 0     | 0     | 1.000    |
| 2015  | 巨人  | -     | -     | -     | -     | -     | -        | 45    | 21    | 1     | 1     | 0     | .957     |
| 2016  | 巨人  | -     | -     | -     | -     | -     | -        | 27    | 8     | 0     | 0     | 0     | 1.000    |
| 通算  | 通算  | 44    | 74    | 62    | 2     | 10    | .986     | 923   | 712   | 16    | 6     | 3     | .992     |

- 太字年はゴールデングラブ賞受賞

### 表彰
- ゴールデングラブ賞：1回（外野手部門・2008年）
- JA全農Go・Go賞：1回（好走塁賞・2006年3・4月）
- 日本シリーズ優秀選手賞：1回（2008年）
- ベスト・ファーザー イエローリボン賞 in 「プロ野球部門」（2010年）

### 記録
初記録
- 初出場：2002年4月2日、対中日ドラゴンズ1回戦（ナゴヤドーム）、9回表に江藤智の代走で出場
- 初打席：2002年4月4日、対中日ドラゴンズ3回戦（ナゴヤドーム）、6回表に酒井順也の代打で出場、川上憲伸の前に空振り三振
- 初盗塁：2002年4月14日、対中日ドラゴンズ5回戦（東京ドーム）、9回裏に二盗（投手：エディ・ギャラード、捕手：谷繁元信）
- 初安打：2002年4月18日、対広島東洋カープ2回戦（広島市民球場）、7回表に横山竜士から遊撃内野安打
- 初先発出場：2003年4月27日、対横浜ベイスターズ5回戦（横浜スタジアム）、8番・右翼手で先発出場
- 初打点：同上、8回表に田﨑昌弘から二塁適時内野安打
- 初本塁打：2003年5月4日、対広島東洋カープ6回戦（東京ドーム）、3回裏にクリス・ブロックから右越ソロ

節目の記録
- 200盗塁：2014年4月29日、対東京ヤクルトスワローズ4回戦（東京ドーム）、9回裏に二盗（投手：山本哲哉、捕手：中村悠平） ※史上72人目
- 1000試合出場：2014年8月22日、対中日ドラゴンズ17回戦（東京ドーム）、12回裏に坂本勇人の代走として出場 ※史上465人目

その他の記録
- 代走での盗塁：132 ※NPB記録
- オールスターゲーム出場：1回（2015年）

### 背番号
- 68（1997年 - 2006年）
- 12（2007年 - 2016年）
- 82（2019年、2023年 - ）

### 登場曲
- 「TRAIN-TRAIN」THE BLUE HEARTS

## 関連情報

### 著書
- 『失敗することは考えない 走る!盗塁哲学』（2015年7月：実業之日本社）ISBN 9784408455488
- 『Be Ready 〜準備は自分を裏切らない〜』（2016年9月：扶桑社）ISBN 9784594075422
- 『一瞬に賭ける生き方 覚悟を決めれば道は拓ける』（2017年8月：河出書房新社）ISBN 9784309278742
- 『鈴木尚広の走塁バイブル』（2017年10月：ベースボール・マガジン社）ISBN 9784583111247
- 『運動センスが劇的にUPする 鈴木尚広式 体軸トレーニング』（2017年11月：辰巳出版）ISBN 9784777819799

### 出演

#### ウェブテレビ
- ボブ・サップ緊急来日!第1回Abema杯5種競技HAOOO5!（2017年10月14日・10月22日、AbemaTV）[34]